# Boulogne – Jean Jaurès (stanice metra v Paříži)
Boulogne – Jean Jaurès je nepřestupní stanice pařížského metra na lince 10. Nachází se mimo hranice Paříže ve městě Boulogne-Billancourt na křižovatce ulic Boulevard Jean Jaurès a Rue du Château.

## Historie
Stanice byla otevřena 3. října 1980, když sem byla prodloužena linka ze sousední stanice Porte d'Auteuil a rok sloužila jako západní konečná linky.

## Název
Jméno stanice se skládá ze dvou částí. Boulogne ukazuje na město Boulogne-Billancourt, kde se stanice nachází. Druhá část je odvozená od Boulevardu Jean Jaurès, který nese jméno francouzského politika Jeana Jaurèse. Po tomto politikovi nese jméno i další stanice metra Jaurès v severovýchodní části Paříže.

## Vstupy
Dva vchody do metra se nacházejí na Boulevardu Jean Jaurès.